# Manfred T. Reetz
Manfred Theodor Reetz (né le 13 août 1943) est un chimiste allemand et professeur de chimie organique, qui est directeur de l'Institut Max Planck pour la recherche sur le charbon de 1991 à 2011. Ses recherches portent sur l'évolution dirigée, les enzymes en chimie organique et la biocatalyse stéréosélective.

## Biographie
Reetz est né à Hirschberg, en Basse-Silésie, en 1943 et émigre aux États-Unis en 1952,. Après avoir étudié la chimie à l'Université de Washington et à l'Université du Michigan, il retourne en Allemagne pour obtenir son doctorat sous la direction d'Ulrich Schöllkopf à l'Université de Göttingen. Il travaille ensuite comme chercheur postdoctoral à l'Université de Marbourg où il obtient son habilitation en 1978. Après deux ans à l'Université de Bonn, il revient à Marbourg en tant que professeur titulaire en 1980. En 1991, il est nommé directeur de l'Institut Max Planck pour la recherche sur le charbon à Mülheim, poste qu'il occupe jusqu'en 2011,.

## Honneurs et récompenses
Il reçoit le prix Leibniz (1989), la médaille d'or de Nagoya en chimie organique (2000), le prix du centenaire de la RSC (2002), le prix Arthur C. Cope de ACS (2009), le prix Tetrahedron (2011), le prix Otto Hahn (2011). Il est élu à l'Académie Léopoldine en 1997. Il est élu membre étranger de l'Académie royale néerlandaise des arts et des sciences en 2005.